# Londoni egyezmény (1915)
A londoni egyezmény (angolul: Treaty of London, olaszul: Patto di Londra) egy titkos szerződés volt az Olasz Királyság és az antant hatalmak, Egyesült Királyság, Franciaország és az Orosz Birodalom között, amelyet Londonban írtak alá 1915. április 26-án.

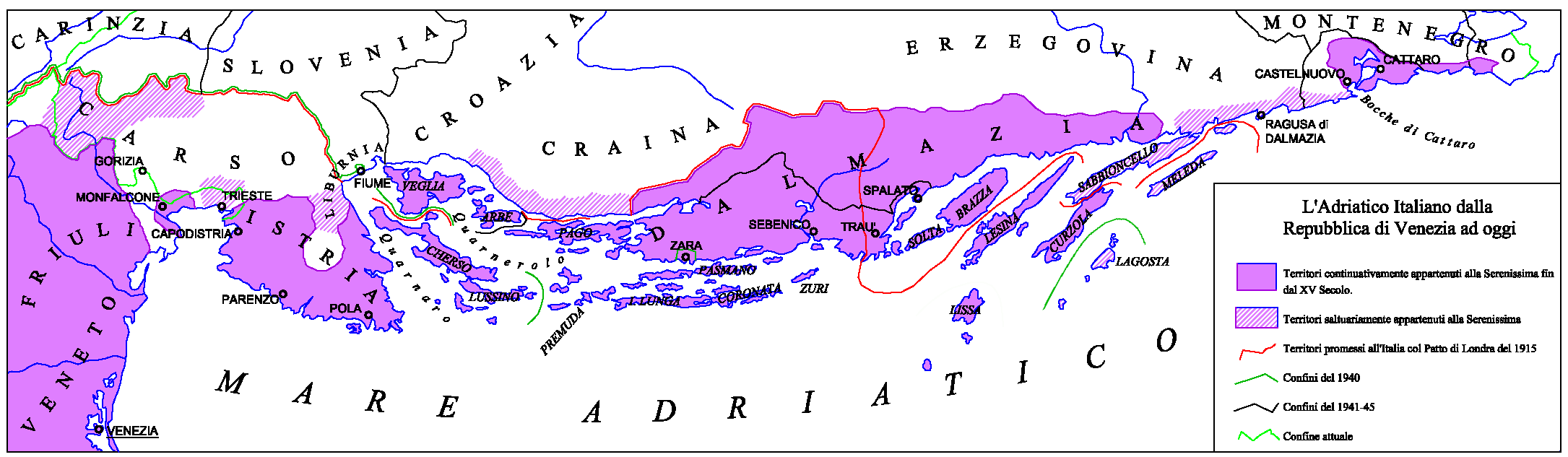
Piros vonal: A londoni egyezményben Olaszországnak ígért dalmáciai szigetek és adriai partvidékek

## Tartalma
A megegyezés alapján az Olasz Királyság kötelezte magát, hogy kilép a hármas szövetségből, csatlakozik az antanthoz, valamint egy hónapon belül belép az első világháborúba. Olaszországnak hadat kell üzennie az Osztrák–Magyar Monarchiának és a Német Birodalomnak. Ez meg is történt 1915. május 23-án. A hadüzenet és a háborúba lépés fejében a háromhatalmi antant garantálja Olaszország számára a következő területi igények teljesülését:
- Trieszt
- Trentino, Dél-Tirol
- Görz (Gorizia), és a szlovének által lakott területek egy része
- Isztriai-félsziget, Fiume nélkül
- Zára
- A Dódekanészosz-szigetek
- Protektorátus Albánia fölött
- Vlora
- Dalmácia egyes területei
- Sazan-sziget
- Törökország felosztása esetén területi igényekkel léphet fel Olaszország

A Szerb Királyságnak ígérték:
- Spalato
- A Pelješac-félsziget
- Krk szigetet
- Dalmácia déli partvidékét

Montenegrónak ígérték:
- Dubrovnikot
- Shëngjin (San Giovanni di Medua) kikötővárost Albániában

Szerbiának ígérte a szerződés továbbá:
- Bosznia-Hercegovina
- Bácska
- Szlavónia
- Meghatározatlan területek Albániában

Olaszország az afrikai német gyarmatok Egyesült Királyság és Franciaország közötti felosztásakor rekompenzációkban részesül. Olaszország 50 millió fontnyi kölcsönt kapott az Egyesült Királyságtól a szerződés alapján.

## A titkosság következményei
Olaszország és a fent említett antanthatalmak közti szerződés titkos volt, arról nem értesítették az antant oldalán harcoló más nemzeteket, így Szerbiát sem. Mivel a szerb területi követelések és az Olaszországnak tett területi engedményekben átfedések voltak, várható volt, hogy a háború után ebből komoly probléma fog származni. Olaszország hadba lépése után az antant hatalmak újból megerősítették a szerb területi igényeket, melyek a londoni szerződéssel szemben álltak, így például teljes Dalmácia Szerbiának juttatása, Zára, Görz (Gorizia) egy leendő délszláv államba integrálása.

## A londoni szerződés utóélete
A háború során a szerződés mindvégig titkos maradt, egészen az 1917-es októberi orosz forradalomig, amikor az Izvesztyija c. orosz lap közreadta a londoni szerződés tartalmát. A versailles-i békeszerződés megsemmisítette a londoni szerződést, mivel Thomas Woodrow Wilson amerikai elnök ragaszkodott a délszláv területi igények elismeréséhez, így Észak-Dalmácia Szerbiának juttatásához. Az Ausztria rovására ígért területeket Olaszország az 1919-es saint-germaini békeszerződés értelmében szerezte meg.
Az egymással szembeni kölcsönös területi követeléseket az Olasz Királyság és a délszláv állam az 1920-as kétoldalú rapallói egyezményben rendezte. Az 1920-as felosztás 1947-ig, a második világháború utáni újrarendezésig állt fenn.